# Hreljin Ogulinski
Hreljin Ogulinski is een plaats in de gemeente Ogulin in de Kroatische provincie Karlovac. De plaats telt 595 inwoners (2001).